# (400197) 2006 YN24
(400197) 2006 YN24 es un asteroide perteneciente al cinturón de asteroides, descubierto el 21 de diciembre de 2006 por el equipo del Spacewatch desde el Observatorio Nacional de Kitt Peak, Arizona, Estados Unidos.

## Designación y nombre
Designado provisionalmente como 2006 YN24.

## Características orbitales
2006 YN24 está situado a una distancia media del Sol de 3,125 ua, pudiendo alejarse hasta 3,329 ua y acercarse hasta 2,920 ua. Su excentricidad es 0,065 y la inclinación orbital 16,77 grados. Emplea 2017,84 días en completar una órbita alrededor del Sol.

## Características físicas
La magnitud absoluta de 2006 YN24 es 15,8.